# Per Idivuoma
Nils Petter (Per) Stefanusson Idivuoma, född 11 februari 1914 i Karesuando församling, Norrbottens län, död 26 oktober 1985 i Vittangi församling, Norrbottens län var en svensk-samisk politiker och författare. Han var far till Per Gustav Idivuoma.

## Uppväxt
Per Idivuoma kom från en nomadiserande renskötarfamilj i Lainiovuoma sameby. Han föddes i Övre Soppero, där familjen under vintern hyrde in sig i en bondstuga. Under resten av året flyttade familjen med tältkåta. Per Idivuoma växte upp som ett av sju syskon och arbetade från och med nio års ålder som renskötare. Under åren 1923–1926 gick han fyra terminer i Lannavaara nomadskola.
Han var känd som Per Idivuoma men folkbokförd som Nils Petter Stefanusson Idivuoma.

## Politisk karriär
I de till stora delar självbiografiska romanerna Rövarvind och Sunnanvind skildrar Per Idivuoma hur renskötseln under hans ungdom detaljstyrdes av Lappväsendet och hur renskötarna med sina mycket bristfälliga skolkunskaper inte hade något att sätta emot. Några yngre renskötare insåg vikten av folkbildning och anlitade föreläsare som kom till samebyn och undervisade i samhällskunskap. Nästa steg blev att bilda en organisation och aktivt påverka sin situation.
Per Idivuoma var själv en av dessa unga renskötare som började engagera sig för sin grupp. Han blev en av de ledande samepolitikerna i Sverige under tre decennier. Han var ordningsman i Lainiovuoma sameby samt styrelseledamot i Svenska Samernas Riksförbund (SSR) 1953–1973. Under tio år var han vice ordförande i SSR och åren 1964–1968 ledamot i svensk-norska renbeteskommissionen. Under 1950-talet satt Per Idivuoma i Karesuando landskommunfullmäktige som representant för partiet Samernas väl.
Per Idivuomas modersmål var nordsamiska, hans andraspråk finska och hans tredjespråk svenska. Det var dock det svenska språket han använde sig av när han författade romanerna Rövarvind (1973) och Sunnanvind (1978), som på ett delvis självbiografiskt sätt skildrar hans uppväxt inom renskötseln, samt den postumt utgivna boken Minnesbilder (1990), som innehåller minnen från hans politiska karriär. Rövarvind har översatts till nordsamiska och finska.